# زنجیره انسانی حمایت از کارون

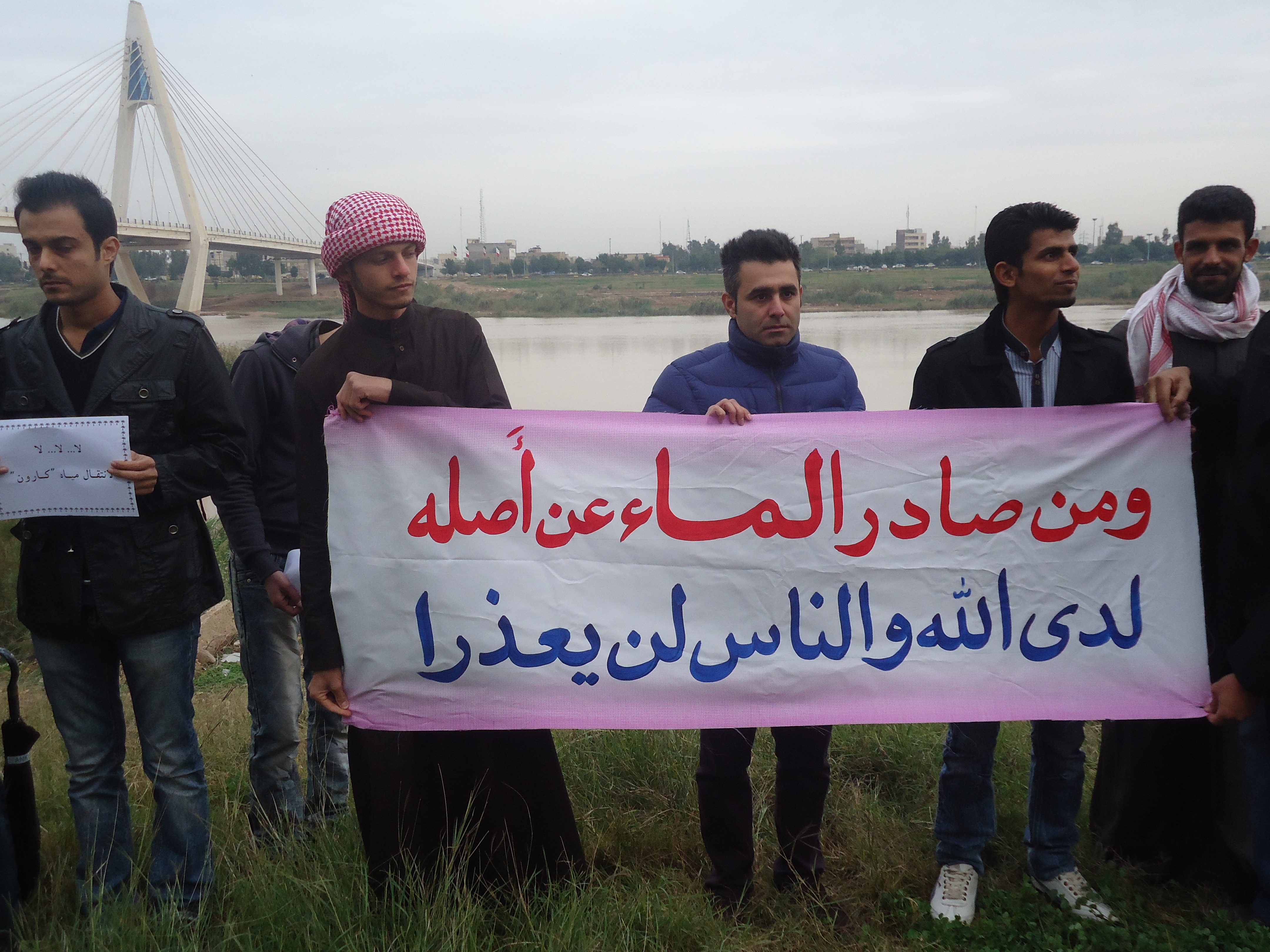
وهر آن‌کس که آب را از سرچشمه مصادره نمود مورد بخشایش خدا ومردم قرار نخواهد گرفت.

زنجیره انسانی حمایت از کارون به سلسله تجمعات مردمی در ساحل غربی رود کارون در اهواز گفته می‌شود که مردم خوزستان در مخالفت با انتقال آب از حوضه آبریز کارون به دیگر حوضه‌های آبریز برگزار کردند.

مردم خوزستان در اعتراض به انتقال آب رودخانه کارون با تشکیل زنجیره انسانی مخالفت خود را نسبت به طرح‌های انتقال آب اعلام کردند که این موضوع با نام زنجیره انسانی حمایت از کارون انعکاس پیدا کرد.

## اولین زنجیره انسانی حمایت از کارون
شماری از دوستداران محیط زیست چهارشنبه ۲۴ مهر ماه ۱۳۹۲ با ایجاد زنجیره انسانی در ساحل کارون در اهواز، ضمن هشدار دربارهٔ کم شدن آب این رودخانه، مخالفت خود را با انتقال آب کارون به مناطق مرکزی ایران اعلام کردند.
پایگاه خبری بروال -یکی از سایت‌های محلی در خوزستان- برای نخستین بار این خبر را منعکس کرد که بازتاب وسیعی در میان سایت‌ها و شبکه‌های اجتماعی پیدا کرد. تا جایی که معصومه ابتکار، رئیس سازمان حفاظت محیط زیست و استاندار وقت خوزستان نسبت به این موضوع واکنش مثبت نشان دادند.
دوستداران محیط زیست در خوزستان از طریق شبکه‌های اجتماعی ساعت ۱۵ در ساحل غربی رود کارون حلقه‌ای نمادین از انسان‌ها تشکیل دادند و اعتراض خود را به انتقال آب سرشاخه‌های کارون به استان‌های مرکزی ایران اعلام کردند.
در این برنامه تعداد زیادی از دوستداران محیط زیست از شهرهای مختلف خوزستان از جمله رامهرمز، آبادان، خرمشهر، مسجد سلیمان، دشت آزادگان، شادگان و… شرکت کرده بودند.

## شعارهای مردمی
در فرایند تجمعات اعتراضی نسبت به انتقال آب کارون، مردم تجمع‌کننده در آرامش کامل با در دست داشتن پلاکاردهایی حاوی شعارهایی دربارهٔ مخالفت با اجرای طرح انتقال آب اعتراض خود را نشان دادند. این شعارها به دو زبان عربی و فارسی بود. «کلنا لِکارون»؛ «هوا را از من بگیر، کارون را نه»؛ «کارون خط الأحمر»؛ «کارون را نجات می‌دهیم»؛ «نطالب الحکومه به عدم بناء السدود»، «کلنا کارون»، «نحن معاک یا کارون»، «کارون، شاهرگ ایران زمین»، «بلروح بلدم نفدیک یا کارون»و… از شعارهایی بودند که در هنگام تجمع سر داده می‌شدند.

## دومین زنجیره انسانی
پس از تجمع در اهواز، مخالفان طرح انتقال آب مجدداً فراخوانی را توسط فعالان شبکه‌های اجتماعی منتشر کردند که نتیجه آن ایجاد دومین حلقه انسانی در ساحل غربی رود کارون شود.
پس از یک هفته در روز پنج شنبه ۲ آبان ماه ۱۳۹۲ دومین تجمع با حضور ده‌ها هزار نفر در ساحل غربی و پشت کتابخانه مرکزی واقع در پارک ساحلی شهر اهواز برگزار شد. دومین زنجیره انسانی کارون هم‌زمان شده‌است با اعلام سازمان بهداشت جهانی در خصوص آلوده‌ترین شهرهای جهان که در لیست اخیر این سازمان اهواز در کنار سه شهر دیگر از ایران، آلوده‌ترین شهرهای جهان معرفی شدند. پس از اولین زنجیره انسانی، عبدالحسین مقتدایی، استاندار وقت خوزستان و معصومه ابتکار هر دو از این تجمع استقبال کردند

## سومین زنجیره انسانی حمایت از کارون
سومین زنجیره انسانی حفاظت از رودخانه کارون با حضور معصومه ابتکار رئیس سازمان محیط زیست در ساحل این رودخانه در اهواز تشکیل شد.

## چهارمین زنجیره انسانی حمایت از کارون
پس از تشکیل سه بار زنجیره انسانی توسط دوستداران محیط زیست اهوازی، سید شکر خدا موسوی، نماینده مردم اهواز در مجلس شورای اسلامی ایران از ادامه این روند حمایت کرد. چهارمین زنجیره حمایت از کارون نیز با عنوان زنجیره سکوت به دلیل شفاف نبودن سخنان مقامات مسئول ملی و محلی، روز جمعه ۹ آبان ۱۳۹۲ در ساحل غربی رودخانه کارون در اهواز برگزار شد. در این زنجیره که با حضور هزاران شرکت‌کننده بود، مهدی یراحی از خوانندگان پاپ ایران نیز برای حمایت از کارون حضور داشت.

## پنجمین زنجیره انسانی حمایت از کارون
در تاریخ ۷ آذر ۱۳۹۲ پس از چند هفته باز اهوازی‌ها به نشانه اعتراض نسبت به انتقال کارون و آلودگی هوای اهواز تجمع کردند. شرکت کنندگان ضمن مرتبط دانستن همه عوامل زیست‌محیطی به همدیگر، از مسئولان کشور و در رأس آن‌ها رئیس‌جمهور خواستند تا نسبت به نابودی محیط زیست به دلیل اصرار استان‌های مرکزی واکنش جدی نشان داده و طرح انتقال آب از سرشاخه‌های کارون را برای همیشه تعطیل کند. چند روز قبل از تجمعات نیز، باران‌های اسیدی در اهواز باعث شد که حدود ۱۸ هزار نفر بر اثر تنگی نفس به بیمارستان بروند.
خدابخشی، رئیس انجمن صنفی مهندسان صنعت آب خوزستان، صدا و سیمای خوزستان و دیگر مسئولان اهوازی نیز در این زنجیره شرکت کردند.
مسئولان اهوازی معتقدند که مراکز قدرت هیچ سخن کارشناسی و تخصصی جدیدی را که در راستای منافع کوتاه مدت خود نباشند را در تصمیمات خود برنمی‌تابند و در مقابل آن به شدت موضع می‌گیرند که مهمترین دلیل به قهقرا رفتن منابع آب ایران و در لبه نابودی قرار دادن آن است.
چند روز قبل از تشکیل پنجمین زنجیره انسانی حمایت از کارون دو نفر از اعضای شورای اسلامی شهر اهواز با حضور در دانشگاه آزاد اسلامی - واحد علوم تحقیقات خوزستان با برنامه نمادین اعتراض دانشجویان نسبت به انتقال آب همراه شدند و با امضای توماری حمایت خود را از رودخانه کارون اعلام کردند.

## ششمین زنجیره در مکانی جدید
هزاران نفر از سایر شهرستان‌های خوزستان در تاریخ ۲۸ آذر ماه ۱۳۹۲ برای ششمین بار در محلی جدید در کنار کارون تجمع کردند. معترضین به انتقال آب کارون این بار را برای حمایت از استعفای نمایندگان مجلس خوزستان و اعتراض نسبت به انتقال آب کارون به اصفهان و وضعیت نامناسب هوای اهواز تجمع کردند. این تجمع در کنار سیلوی قدیمی اهواز و پل جدید کابلی برگزار شد که هزاران نفر در این زنجیره شرکت کردند. گفته می‌شود در حالی که مردم به حمایت از نمایندگانشان تجمع کرده بودند اما هیچ‌کدام از نمایندگان و اعضای شورا در این زنجیره شرکت نکردند.

## واکنش مسئولان و رسانه‌های مختلف
پس از حمایت ابتکار و استاندار خوزستان، در دومین تجمع سید شریف حسینی یکی از نمایندگان شهرستان اهواز، تعدادی از اعضای شورای شهر اهواز، برخی از روحانیون، نماینده مردم آبادان در مجلس، فرمانده نیروی انتظامی خوزستان، مدیرکل میراث فرهنگی استان، رئیس کتابخانه‌های عمومی اهواز و تعدادی دیگر از مسئولان در این تجمع از مردم حمایت کردند. عضو هیئت رئیسه مجلس شورای اسلامی در صحن علنی مجلس به رئیس‌جمهور در خصوص انتقال آب کارون به سایر استانها تذکر داد و گفت که این کار باعث نابودی استان خوزستان می‌شود. وی همچنین اظهار کرد که مردم خوزستان و اهواز بهتر است که در کنار کارون بمانند و با آرامش هرچه تمام و از طریق تجمع به صورت حرکت فرهنگی حرف خود را به مسئولین منتقل کنند.

### فعالان اجتماعی
از آنجایی که خوزستان دارای تکثر فرهنگی است، هراس تنش در میان مردم وجود داشت که زنجیره انسانی حمایت از کارون برای نخستین بار در تاریخ اهواز همه فرهنگ‌ها را به صورت مسالمت‌آمیز با هدفی یکسان و اجتماعی به دور هم جمع کرد. در واکنش به این اقدام برخی از فعالان اجتماعی برای شفافیت موضوع اقداماتی کردند. تحقیقات بعضی فعالان جامعه‌شناسی خوزستان، نشان می‌دهد که مبنای وحدت و آرامش میان مردم قدیمی این دیار، نظام‌های شطی یا وحدت برپایه مسیر رودها بود. همان‌طور که در کرخه، وحدت میان قبایل خسرج، چعب (کعب) و… تا پایین‌دست از این رود وجود دارد. در مسیر رود کارون نیز همین کنش میان مردمان کناره‌های کارون وجود داشت. حاصل همنشینی خوزی‌ها و عرب‌ها از صدها سال گذشته خوزستان تا دوران متاخر وحدت میان مردم قدیم شهرهایی همچون ملاثانی، ویس و… شد.

این فعالان همچنین معتقدند پس از تجمعات با هدف حمایت از رود کارون در اهوازی که مجموعه‌ای از سایر فرهنگ‌های مختلف استان در آن زندگی می‌کنند، کارون توانست کارکرد جدید خود را نشان دهد. آن‌ها می‌گویند تعریف جدیدی که کارون ارائه داده، نیازمند تأمل و تمرکز بیشتری است. این فعالان اعلام کردند که نباید فراموش کرد نمونه‌های بسیاری از فجایع زیست‌محیطی در ایران، وحدت را استوارتر کرد. همچنین عضو هیئت علمی دانشکده علوم آب دانشگاه شهید چمران اهواز نیز با حضور در مراسم نمادین زنجیره حمایت از کارون آن را یک اعتراض کاملاً علمی و منطقی نسبت به هدرروی منابع ملی دانست که هیچگونه شائبه سیاسی و منطقه‌ای در آن نیست.

### اعتراض دانشجویان
چند هفته پس از آخرین زنجیره مردمی حمایت از کارون، در تاریخ ۵ آذرماه ۱۳۹۲ جمعی از دانشجویان رشته علوم سیاسی دانشگاه علوم تحقیقات اهواز نیز اعتراض خود را به طرح انتقال آب کارون اعلام کردند. این دانشجویان به مدت یک هفته با تنظیم تومار، برای نشان دادن اعتراض به این طرح امضا جمع‌آوری کردند. پس از آن قرار شد این تومار را برای دفتر ریاست جمهوری اسلامی ایران ارسال کنند.

### رسانه‌ها
در واکنش به حرکت مردمی دوستداران محیط زیست اهواز، سایر رسانه‌های درون ایران و خارج از ایران خبرهای مربوط به این تجمع را پوشش دادند. خبرگزاری‌های فارس، ایرنا، مهر، ایسنا، شبکه‌های صدا و سیمای ایران، جراید ملی همچون اعتماد، روزنامه بهار، روزنامه‌های محلی خوزستان، بی‌بی‌سی فارسی، الجزیره، العربیة، سایت خبری دویچه وله و… این تجمع مردمی را پوشش دادند.

### فعالان محیط زیست
اجرای طرح انتقال آب از سرشاخه‌های کارون در استان چهار محال و بختیاری به استان‌های مرکزی کشور مانند اصفهان، یزد، کرمان و قم (طرح بهشت آباد) اعتراض مردم خوزستان را به همراه داشت و مخالفان این طرح با تشکیل زنجیره انسانی با انتقال این حوضه آبی مخالفت کردند. همچنین اجرای این طرح موجب نگرانی دوستداران محیط زیست شد. به اعتقاد برخی از مخالفان با اجرای این طرح، خوزستان هر دو یا سه سال یک بار با کمبود شدید منابع آب مواجه می‌شود که برخی از آن به عنوان خشکسالی یاد می‌کنند.
بر اساس این طرح قرار است ۵۰۰ میلیون متر مکعب آب از تونل کوهرنگ یک، ۲۵۰ میلیون متر مکعب از کوهرنگ دو، ۱۵۰ میلیون متر مکعب از سد چلگر و برای قم ۳۰۰ میلیون متر مکعب آب به صورت سالانه منتقل شود.
همچنین فعالان محیط زیست گفتند که این انتقال آب، دبی یا آورد رودخانه‌های منتهی به جلگه خوزستان و خلیج فارس را بشدت کاهش می‌دهد. همچنین اجرای مختصر این طرح، برای نخستین بار عمق متوسط رودخانه کارون به کمتر از یک متر در مقطع اهواز رسیده و شوری رودخانه بشدت افزایش یافته‌است.

## نگارخانه

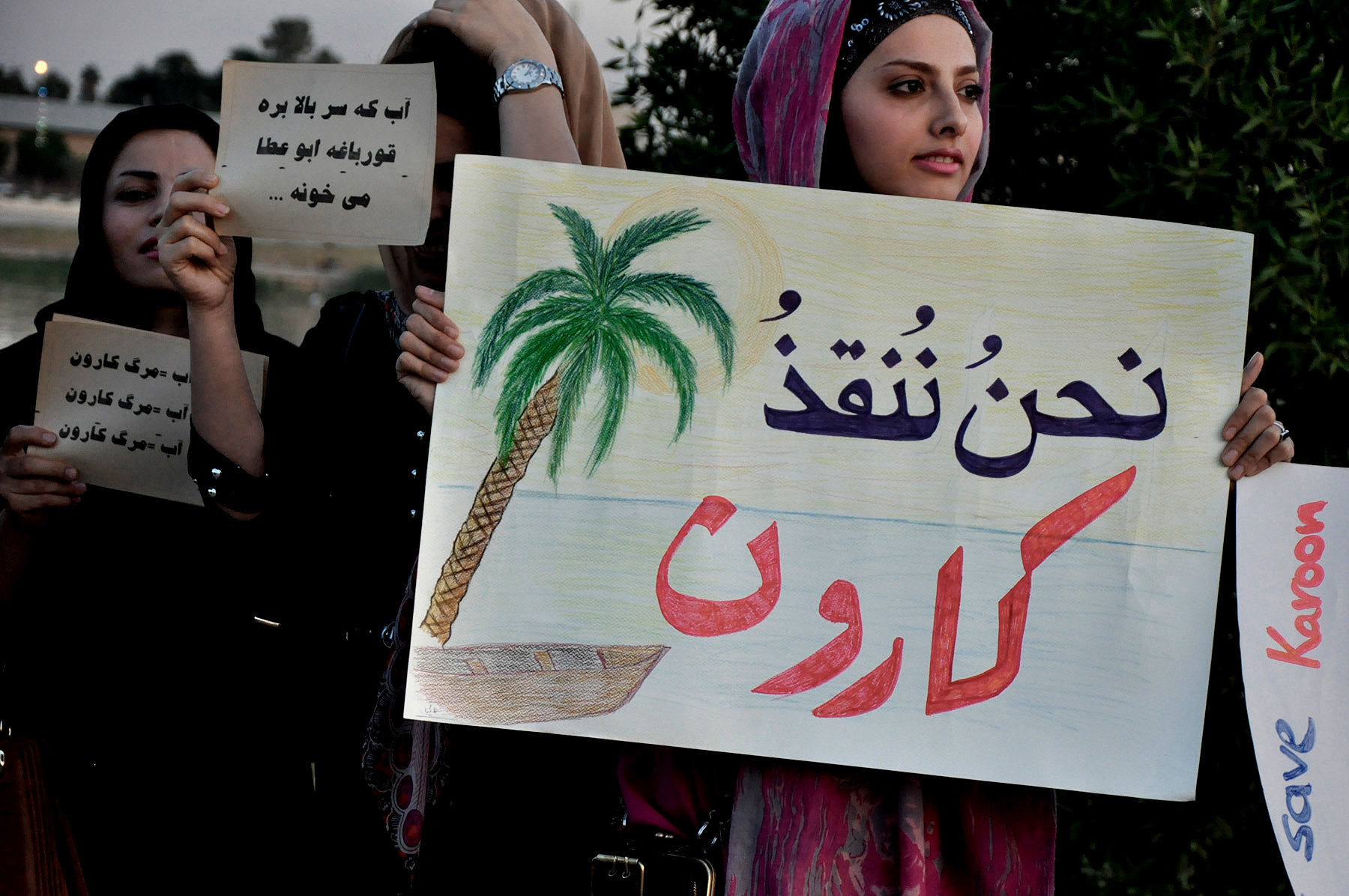
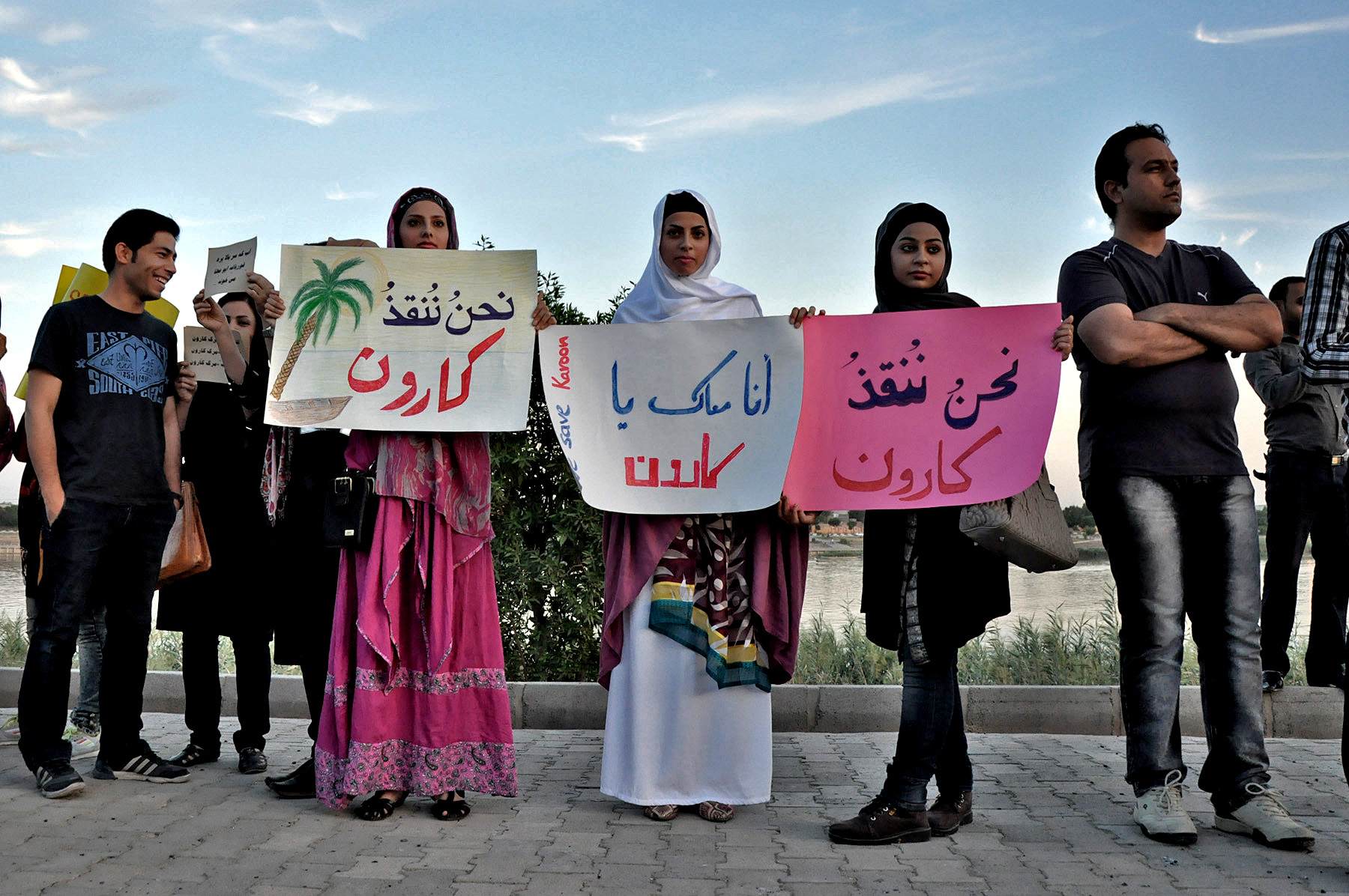
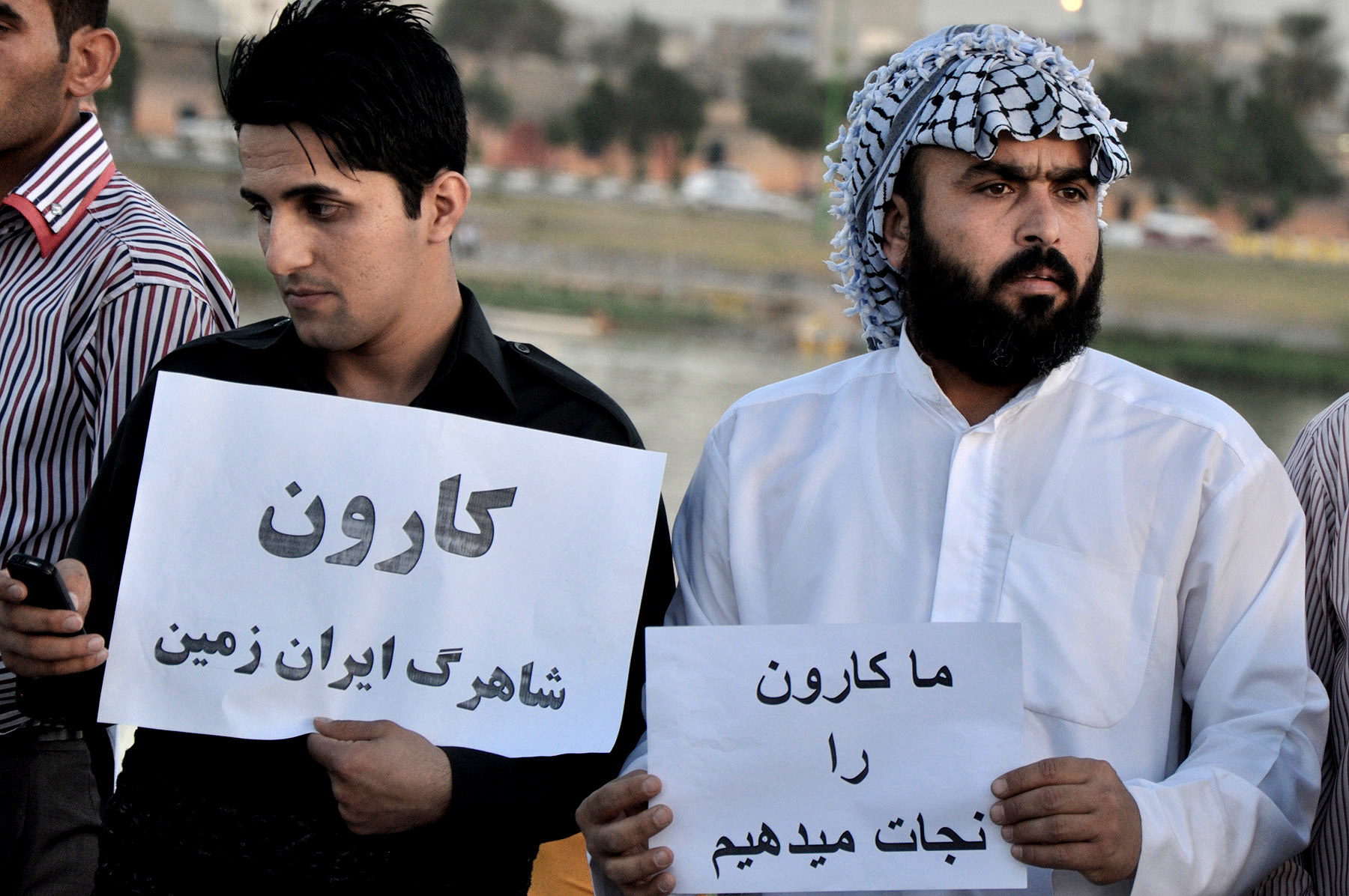
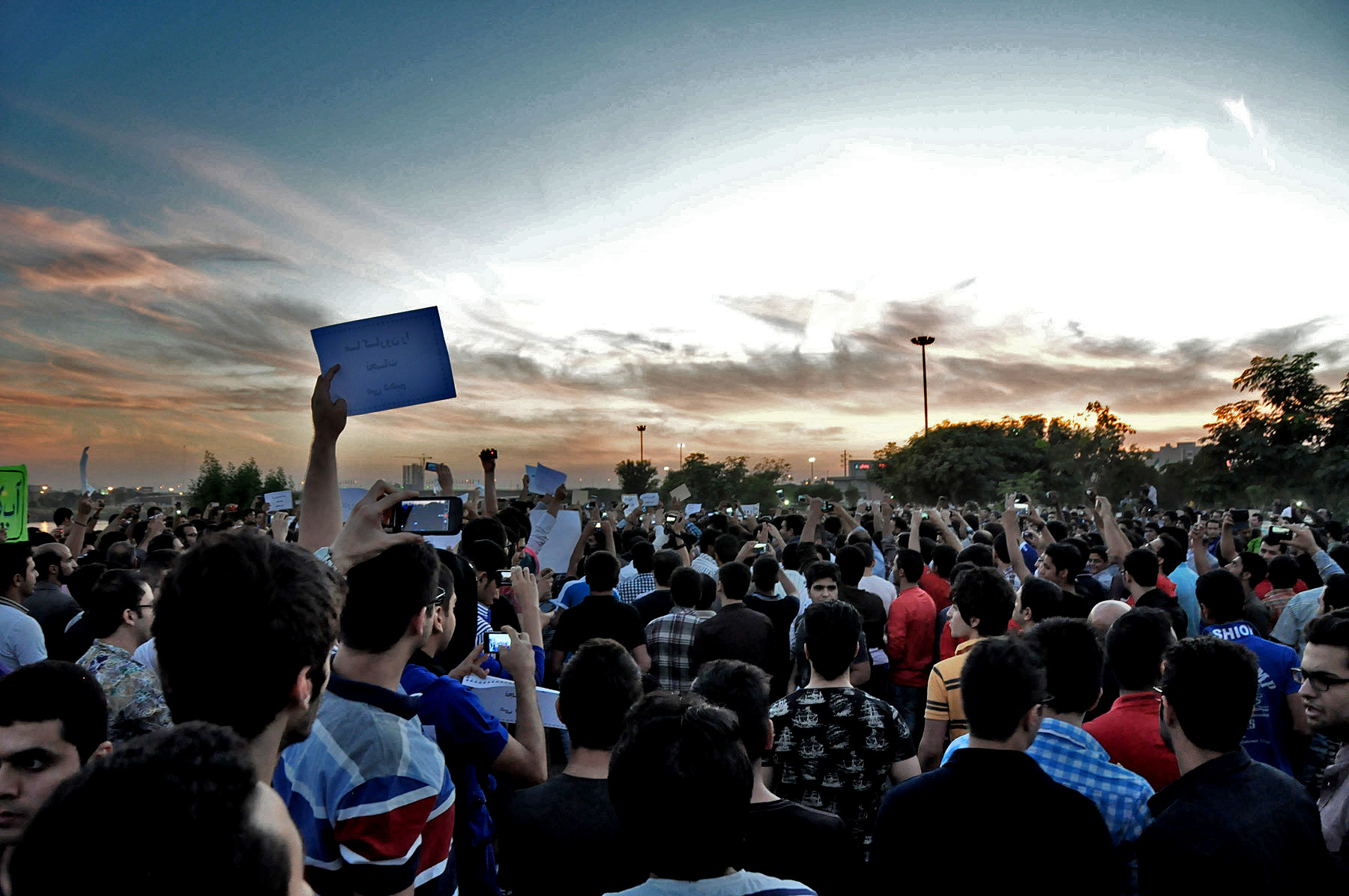